# ゴンサロ・イグアイン
ゴンサロ・ヘラルド・イグアイン（Gonzalo Gerardo Higuaín, 1987年12月10日 - ）は、フランス・ブレスト出身の元サッカー選手。元アルゼンチン代表。現役時代のポジションはフォワード。

## クラブ経歴

### アルゼンチン時代
フランスのブレストでサッカー選手の父の下に生まれ、イグアインが生後10ヶ月の時に一家はアルゼンチンへと移った。アルゼンチンのCAリーベル・プレートのユースに加入したイグアインは、2005年5月29日のヒムナシア・ラ・プラタ戦でデビュー。若くして頭角を現し、2006年10月8日のボカ・ジュニアーズとのスーペルクラシコでは2得点を挙げ、注目を浴びる。2006-07シーズンの冬のオフ、1200万ユーロでレアル・マドリードへと移籍。

### レアル・マドリード
2006-07、2007-08シーズンでは主に3トップの右ウイングとして起用された。2007-08シーズンではイグアインの先発により、ロビーニョがベンチを温める機会が増えた。2007-08シーズンのアウェイでの優勝をかけた第35節CAオサスナ戦では、後半の途中から出場。終盤にフリーキックからアリエン・ロッベンのヘディングでの同点ゴールをアシストすると、試合終了間際には自ら優勝を決める決勝ゴールを決めた。更に第36節のFCバルセロナとのエル・クラシコでは後半の途中から出場し、ファーストタッチでゴールを決めた。この2試合を含む4試合連続途中出場でゴールを記録するなど、切り札としてレアル・マドリードのリーガ連覇に大きく貢献した。2008-09シーズン途中からチーム事情（シーズン序盤にロビーニョ放出、ファン・ニステルローイが長期離脱）により、センターフォワードを任されることが増え、ラウル・ゴンサレスとの2トップを形成した。このシーズン、マラガCF戦では不調のチームの中でイグアインが一人気を吐き、4得点を挙げてチームを勝利へと導いた。最終的にこのシーズン22得点を挙げチーム得点王となる活躍を見せた。

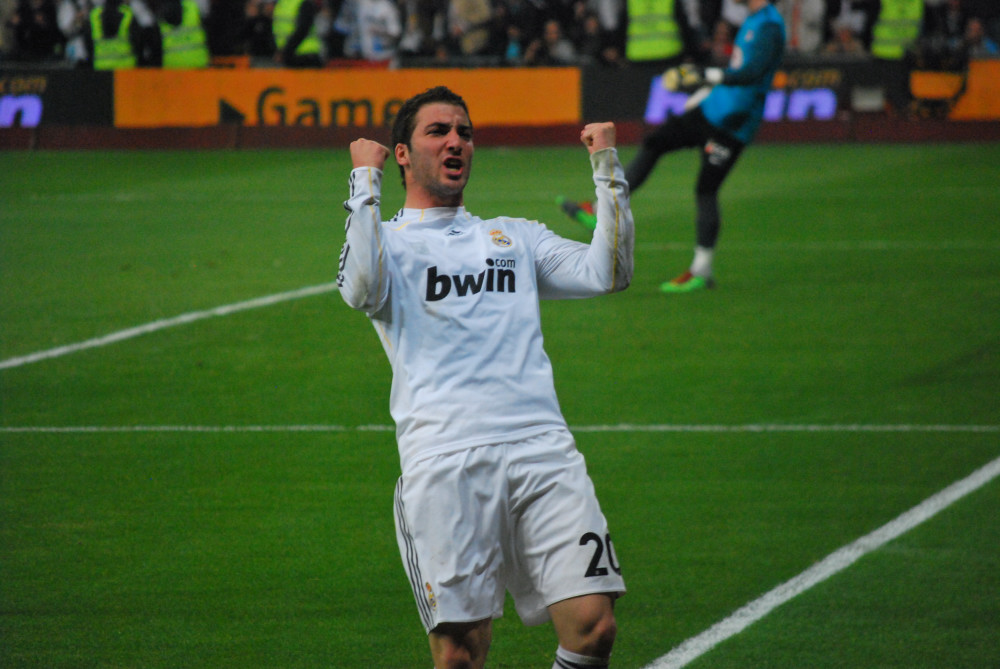
レアル・マドリードにて、アトレティコ・マドリード戦でゴールを祝うイグアイン

2009-10シーズンも、クリスティアーノ・ロナウド、カカ、カリム・ベンゼマといったそうそうたるアタッカーの加入により、開幕戦こそスターティングメンバーに名を連ねることが出来なかったが、徐々に信頼を得ると主将のラウル、ベンゼマからレギュラーを勝ち取り、前年を超えるハイペースでゴールを量産。シーズン初ゴールは開幕から7週間後となる10月中旬であったが、最終的にリーグ戦で前シーズンを上回る27得点を挙げ、リーガの得点ランク2位となった。ゴールをコンスタントに決めることから、マヌエル・ペレグリーニ監督からの信頼も厚かった。
ベスト16に終わったUEFAチャンピオンズリーグ、オリンピック・リヨン戦の2ndレグでは、ゴールキーパーをかわした後に無人のゴールに決められなかったこと、ディフェンスが3人いたにも関わらずフリーだったクリスティアーノ・ロナウドにパスを出さなかったことなどから戦犯の一人と見なされ、チームの第2キャプテンであるグティから暗に批判された。
2010年に、クラブとの契約を2016年まで延長した。ラウルが移籍してクリスティアーノ・ロナウドが背番号7番を求めたことにより空き番となったエースナンバー9番を背負うという話が出た際には背番号20番に対する愛着を語り、変更しないことを望んだ。ジョゼ・モウリーニョが監督に就任した2010-11シーズンは1トップを任されるもゴールが遠く、序盤戦は不調に喘いだ。その後は徐々に復調の兆しを見せ、11月3日に行われたUEFAチャンピオンズリーググループステージのACミラン戦では、前半終了間際にアンヘル・ディ・マリアのパスからクラブの欧州大会通算700点目となる先制点を挙げた。このシーズンは18試合で10得点と高い得点率を誇っていたものの、その後椎間板ヘルニアによって離脱。12月1日に精密検査を受けた結果、手術が必要であると判断され、翌年1月11日にシカゴにて手術を行った。手術の直前に行われたビジャレアルCF戦の試合前、チームメイトはイグアインへのメッセージが書かれたTシャツを着て励ました。4月3日のスポルティング・デ・ヒホン戦で後半から途中出場。メスタージャでのバレンシア戦では、復帰後初ゴールを含むハットトリックを達成した。バルセロナとのチャンピオンズリーグ第2戦でも後半開始直後にゴールネットを揺らしたが、直前のハビエル・マスチェラーノに対するクリスティアーノ・ロナウドのファウルが取られたことにより得点は取り消された。
2011-12シーズンの開幕前プレーオフで好調だったベンゼマとは対照的にあまり調子の上がらなかったイグアインは、開幕戦をベンチスタートで迎えることとなった。その後もモウリーニョはベンゼマを信頼し、イグアインはほとんどの試合で先発メンバーに選ばれなかった。しかしその後、チャンピオンズリーグのアヤックス戦でベンゼマは左足長内転筋を負傷。第7節RCDエスパニョール戦で先発のチャンスを得るとハットトリックを記録し、復調を印象づけた。さらに次のレアル・ベティス戦でも2試合連続でハットトリックを達成した。
PKを蹴らないにも関わらず時間当たりの得点率はクリスティアーノ・ロナウドやリオネル・メッシを超えて欧州5大リーグでトップであったが、ベンゼマとのレギュラー争いに敗れ、エル・クラシコやチャンピオンズリーグのバイエルン・ミュンヘン戦などを始めベンチスタートとなる日々が続いた。そのことからシーズン終了後の移籍の噂が後を絶たず、ユヴェントスFCやパリ・サンジェルマンFC、チェルシーFC、マンチェスター・シティFCなど多くのクラブからの関心が伝えられた。

### ナポリ

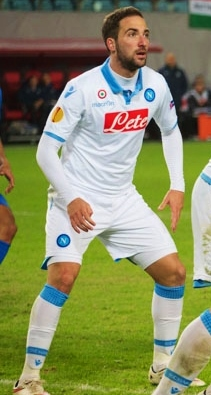
ナポリ時代

2012-13シーズン終了後、移籍を希望し、ユヴェントスFCやアーセナルFCが獲得に動いた。2013年7月24日、エディンソン・カバーニの後釜としてSSCナポリ移籍が決定。契約は5年間。レアル・マドリード時代の同僚であったアルビオル、カジェホンとはここでも同僚になる。
2013-14シーズンは32試合に出場して17ゴールを挙げチームのチャンピオンズリーグ出場権内となる3位に貢献した。2014-15シーズンは37試合に出場し18ゴールを挙げるもチームは5位となり不完全燃焼のシーズンとなった。2015-16シーズンは開幕からゴールを挙げ、ナポリの優勝争いの原動力となり、最終的に2位となった。2016年4月3日のウディネーゼ・カルチョ戦で審判への抗議で4試合の出場停止（のちに3試合に軽減）されるも、5月14日のフロジノーネ・カルチョ戦ではハットトリックを達成してシーズン36ゴールを記録。リーグ得点王を獲得し、セリエAの得点記録を66年ぶりに更新した。

### ユヴェントス

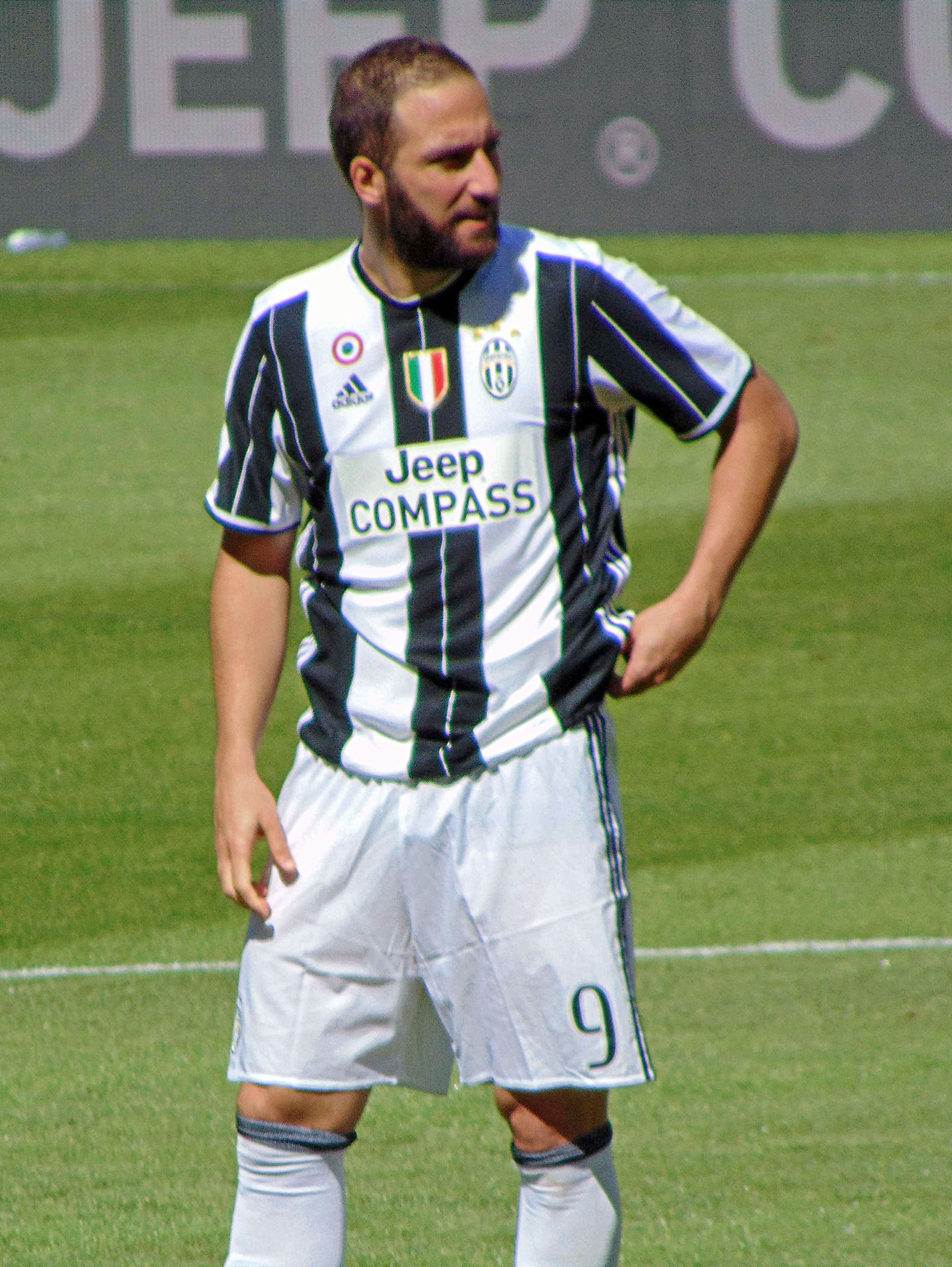
ユヴェントスでのイグアイン（2017年）

2015-16シーズン後、優勝を争ったユヴェントスFCに5年契約で移籍が決定。なお、ユヴェントスは契約解除金として9000万ユーロを2年間の分割でナポリに支払っており、これはユヴェントス史上最高額の移籍金でありまたセリエAのクラブが支払った史上最高額の移籍金である。また年俸750万ユーロも現役のセリエA選手で最高額となった。背番号はナポリ時代と同じ9番。優勝を争う長年のライバルへの移籍は、その金額の大きさも相まってナポリサポーターからの大きな反発を生んだ。8月20日のセリエA開幕戦フィオレンティーナ戦でユベントスの選手としてデビュー、ゴールを決めた。10月29日には古巣のナポリと対戦し、決勝ゴールを決めたが、ゴールを喜ぶ姿を見せなかった。4月15日のペスカーラ戦で2ゴールを決め、ヨーロッパでの200得点を達成。UEFAチャンピオンズリーグ 2016-17準決勝ASモナコ戦の1stレグでは、共にダニエウ・アウヴェスのアシストから2得点を決めて勝利に貢献した。
2017-18シーズン、10月28日にセリエA通算100得点をACミラン戦で達成。12月1日の古巣ナポリ戦では、チャンスが少ない中で決勝点を決めた。2018年2月4日、セリエA第23節が行われ、サッスオーロとの対戦で、ユーベ移籍後初のハットトリックを決めた。

### ACミラン
2018年8月2日、ACミランにレンタル移籍で加入することが発表された。ユヴェントスFCはレンタル料金1800万ユーロ、さらに、シーズン後にACミランに完全移籍の場合、3600万ユーロを2年間で支払うことで合意したと発表した。しかし、期待されたパフォーマンスを披露することができず、またパトリック・クトローネの活躍もあり、半年でACミランを去ることになった。

### チェルシーFC
2019年1月23日、ナポリ時代の恩師マウリツィオ・サッリが率いるチェルシーFCにシーズン終了までのレンタルで移籍した。背番号は9番。チェルシーでのデビューから3戦目のプレミアリーグ第25節ハダースフィールド戦で移籍後初ゴールを含む2ゴールを挙げた。シーズン終了後はチェルシーに完全移籍することなく、ユヴェントスに復帰した。

### ユヴェントス復帰
放出の噂も出たが、8月古巣ナポリとの対戦で先発しゴールを決めて4-3での勝利に貢献した。またクリスティアーノ・ロナウドが欠場した11月のアタランタ戦ではパウロ・ディバラとツートップを組み2ゴールを決めた。
2020年9月17日、契約解消により、ユヴェントスを退団したことが発表された

### インテル・マイアミ
2020年9月19日、インテル・マイアミCFへの入団が発表された。9月28日、フィラデルフィア・ユニオン戦に先発出場し、移籍後初出場を果たした。アメリカで3シーズン目となる2022年シーズン、イグアインは公式戦28試合でチームトップとなる14ゴールをマークするなど、その決定力は健在だが、12月に35歳になるストライカーは、MLSのシーズン終了後に現役から退くことを決意した。10月17日のMLSカッププレーオフのニューヨーク・シティFC戦が現役ラストマッチとなった。

## 代表経歴

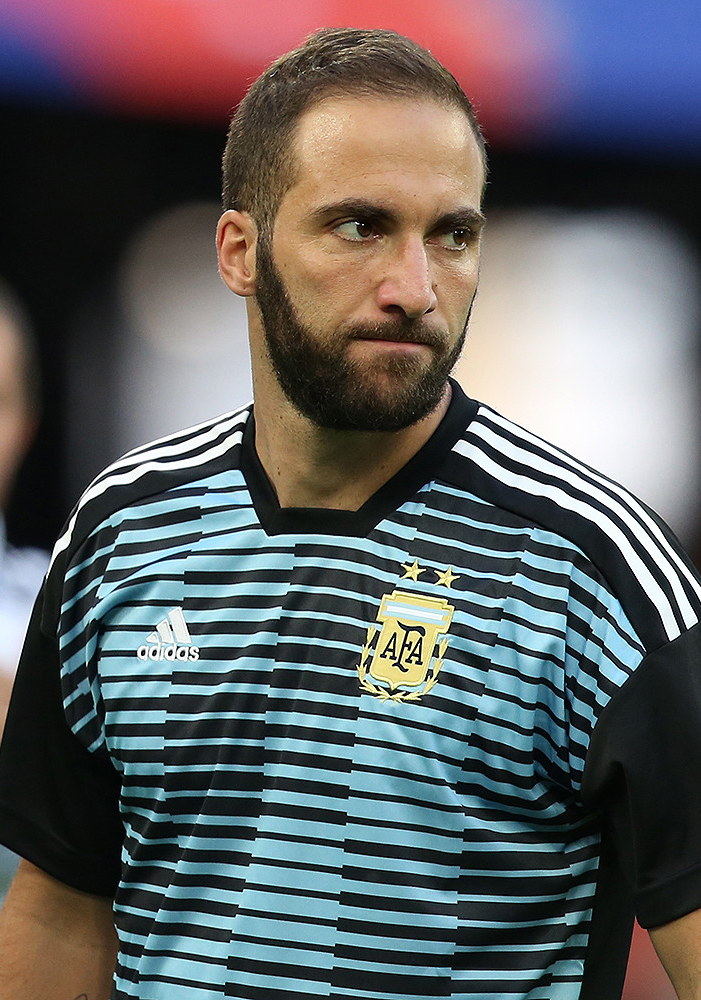
W杯2018でのイグアイン

2006年11月、レイモン・ドメネク監督からフランス代表に招集されたが辞退。2007年初頭にアルゼンチン市民権を獲得したことを受けて、アルゼンチン代表入りを目指すことを表明。2008年2月、セルヒオ・バティスタ監督からU-23アルゼンチン代表メンバーとして初招集されると、グアテマラ戦で代表デビューを飾り2ゴールを挙げた。5月、カタルーニャ代表との親善試合にも出場したが、両試合ともFIFAが承認する国際Aマッチではないため国際試合での出場数やゴール数は記録されていない。
2009年9月25日、ディエゴ・マラドーナ監督から2010 FIFAワールドカップ・南米予選メンバーとしてピンチに陥っていたアルゼンチン代表に招集される。2009年10月10日のペルー戦で代表デビューを飾り、先制点となる代表初得点も挙げた。2010年3月3日の親善試合・ドイツ戦では決勝点を挙げた。イグアインは窮地に追い込まれていたアルゼンチン代表を救い、ワールドカップ出場へと導く。
2010 FIFAワールドカップでは、イグアインはマラドーナ監督からFWのファーストチョイスとされていた。ギリシャ戦を除く全ての試合に先発出場し、6月17日の韓国戦で大会唯一のハットトリックを記録した。アルゼンチン代表としてワールドカップでハットトリックを記録したのは元アルゼンチン代表として歴代最多ゴールを挙げたガブリエル・バティストゥータ以来、ギジェルモ・スタービレ、バティストゥータに次いで3人目の快挙。ちなみに2006 FIFAワールドカップではハットトリックは無かったため、2大会ぶりのハットトリックとなった。
2011年、ホスト国として臨んだコパ・アメリカにも招集された。グループリーグの2試合はベンチを温めたが、2試合とも引き分けという結果から、バティスタ監督は最終戦の対コスタリカで多くの先発メンバーを変更し、イグアインも先発に名を連ねた。決勝トーナメント準々決勝のウルグアイ戦でも先発出場し、前半17分に同点ゴールを決めた。しかしその後スコアは動かず、アルゼンチンはPK戦の末敗れた。
2011年10月7日の2014 FIFAワールドカップ・南米予選初戦のチリ戦で、ワールドカップ以来となる自身2度目のハットトリックを達成した。
2014 FIFAワールドカップでは、ボスニア・ヘルツェゴビナ戦で途中出場すると、メッシのゴールをアシストし、準々決勝のベルギー戦ではゴールを決めたが、決勝のドイツ戦ではノイアーと1対1の場面で得点を決められず、アルゼンチンも優勝を逃した。
コパ・アメリカ2015では、グループステージのジャマイカ戦、準決勝のパラグアイ戦で得点を決めたが、決勝のチリ戦でPKを外し、アルゼンチンも優勝を逃した。
コパ・アメリカ・センテナリオでは4得点を挙げる活躍を見せるも、決勝のチリ戦では途中交代させられ、チームも準優勝に終わった。
2017年5月にホルヘ・サンパオリが代表監督に就任すると、6月9日のブラジル戦以降は代表に招集されない日々が続いたが、翌年3月に代表復帰を果たした。
2018 FIFAワールドカップに出場、グループリーグ3試合に出場したがノーゴールに終わり、アルゼンチンが敗退した決勝トーナメント1回戦のフランス戦では出場機会は無かった。
2018 FIFAワールドカップ後は招集されていなかったが、2019年3月28日にアルゼンチン代表からの引退を表明した。

## 評価
2010 FIFAワールドカップの監督でもあったディエゴ・マラドーナからは「バティとクレスポの資質を備えている」と評され、クレスポ自身も代表での後継者として指名した。　　
リオネル・メッシからは世界でも指折りのストライカーと評価され、クリスティアーノ・ロナウドはメッシ、ネイマール、ロベルト・レヴァンドフスキらと並んでライバルの一人と語っている。　

## エピソード
- 父はボカ・ジュニアーズなどでプレーしたホルヘ・ニコラス・イグアイン。兄のフェデリコ・イグアインもサッカー選手である。
- 愛称の『ピピータ』は、父親のホルヘ・ニコラス・イグアインの愛称が『ピパ』であったことから付けられた[51]。レアル・マドリード移籍の数ヶ月前にベルナベウツアーに参加した時、その父親から「ゴンサロ、フェデリコ、このスタジアムで君たちはプレーしないといけない」と冗談交じりに言われたという[52]。
- イグアインが不調のときに、チームメイトであったルート・ファン・ニステルローイから「ゴールはケチャップみたいなものだ」とアドバイスを受け、その後復調し得点を量産した[53]。

## 個人成績

### クラブでの成績
| クラブ             | リーグ         | シーズン     | リーグ戦 | リーグ戦 | カップ戦 | カップ戦 | 国際試合 | 国際試合 | 国際試合 | 国際試合 | 国内SC       | 国内SC       | 期間通算 | 期間通算 |
| クラブ             | リーグ         | シーズン     | 出場     | 得点     | 出場     | 得点     | 出場     | 得点     | 出場     | 得点     | 出場         | 得点         | 出場     | 得点     |
| ------------------ | -------------- | ------------ | -------- | -------- | -------- | -------- | -------- | -------- | -------- | -------- | ------------ | ------------ | -------- | -------- |
| アルゼンチン       | アルゼンチン   | アルゼンチン | リーグ戦 | リーグ戦 | カップ戦 | カップ戦 | リベルタ | リベルタ | スダメリ | スダメリ | スーペルコパ | スーペルコパ | 期間通算 | 期間通算 |
| リーベル・プレート | プリメーラ     | 2004-05      | 4        | 0        | 0        | 0        | 0        | 0        | –        | –        | –            | –            | 4        | 0        |
| リーベル・プレート | プリメーラ     | 2005-06      | 14       | 5        | 0        | 0        | 4        | 2        | –        | –        | –            | –            | 18       | 7        |
| リーベル・プレート | プリメーラ     | 2006-07      | 17       | 8        | 0        | 0        | 2        | 0        | –        | –        | –            | –            | 19       | 8        |
| リーベル・プレート | プリメーラ     | 通算         | 35       | 13       | 0        | 0        | 6        | 2        | 0        | 0        | 0            | 0            | 41       | 15       |
| スペイン           | スペイン       | スペイン     | リーグ戦 | リーグ戦 | カップ戦 | カップ戦 | CL       | CL       | EL       | EL       | スーペルコパ | スーペルコパ | 期間通算 | 期間通算 |
| レアル・マドリード | プリメーラ     | 2006-07      | 19       | 2        | 2        | 0        | 2        | 0        | –        | –        | –            | –            | 23       | 2        |
| レアル・マドリード | プリメーラ     | 2007-08      | 25       | 8        | 4        | 1        | 5        | 0        | –        | –        | –            | –            | 34       | 9        |
| レアル・マドリード | プリメーラ     | 2008-09      | 34       | 22       | 2        | 1        | 7        | 0        | –        | –        | 1            | 1            | 44       | 24       |
| レアル・マドリード | プリメーラ     | 2009-10      | 32       | 27       | 1        | 0        | 7        | 2        | –        | –        | –            | –            | 40       | 29       |
| レアル・マドリード | プリメーラ     | 2010-11      | 17       | 10       | 2        | 1        | 6        | 2        | –        | –        | –            | –            | 25       | 13       |
| レアル・マドリード | プリメーラ     | 2011-12      | 35       | 22       | 5        | 1        | 12       | 3        | –        | –        | 2            | 0            | 54       | 26       |
| レアル・マドリード | プリメーラ     | 2012-13      | 28       | 16       | 5        | 0        | 9        | 1        | –        | –        | 2            | 1            | 44       | 18       |
| レアル・マドリード | プリメーラ     | 通算         | 190      | 107      | 21       | 4        | 48       | 8        | 0        | 0        | 5            | 2            | 264      | 121      |
| イタリア           | イタリア       | イタリア     | リーグ戦 | リーグ戦 | カップ戦 | カップ戦 | CL       | CL       | EL       | EL       | スーペルコパ | スーペルコパ | 期間通算 | 期間通算 |
| ナポリ             | セリエA        | 2013-14      | 32       | 17       | 5        | 2        | 5        | 4        | 4        | 1        | –            | –            | 46       | 24       |
| ナポリ             | セリエA        | 2014-15      | 37       | 18       | 4        | 1        | 2        | 1        | 14       | 7        | 1            | 2            | 58       | 29       |
| ナポリ             | セリエA        | 2015-16      | 35       | 36       | 2        | 0        | –        | –        | 5        | 2        | –            | –            | 42       | 38       |
| ナポリ             | セリエA        | 通算         | 104      | 71       | 11       | 3        | 7        | 5        | 23       | 10       | 1            | 2            | 146      | 91       |
| ユヴェントスFC     | セリエA        | 2016-17      | 38       | 24       | 4        | 3        | 12       | 5        | –        | –        | 1            | 0            | 55       | 32       |
| ユヴェントスFC     | セリエA        | 2017-18      | 35       | 16       | 4        | 2        | 10       | 5        | –        | –        | 1            | 0            | 50       | 23       |
| ユヴェントスFC     | セリエA        | 2019-20      | 32       | 8        | 3        | 1        | 8        | 2        | –        | –        | 1            | 0            | 44       | 11       |
| ユヴェントスFC     | セリエA        | 通算         | 105      | 48       | 11       | 6        | 30       | 12       | 0        | 0        | 3            | 0            | 149      | 66       |
| ACミラン (loan)    | セリエA        | 2018-19      | 15       | 6        | 1        | 0        | 5        | 2        | –        | –        | 1            | 0            | 22       | 8        |
| イングランド       | イングランド   | イングランド | リーグ戦 | リーグ戦 | カップ戦 | カップ戦 | CL       | CL       | EL       | EL       | スーペルコパ | スーペルコパ | 期間通算 | 期間通算 |
| チェルシー (loan)  | プレミアリーグ | 2018-19      | 14       | 5        | 3        | 0        | 0        | 0        | 1        | 0        | –            | –            | 18       | 5        |
| 総通算             | 総通算         | 総通算       | 431      | 242      | 44       | 12       | 88       | 27       | 24       | 10       | 9            | 4            | 596      | 295      |

## 代表歴

### 出場大会
- アルゼンチン代表
  - 2010 FIFAワールドカップ
  - 2014 FIFAワールドカップ
  - 2018 FIFAワールドカップ

### 試合数
- 国際Aマッチ 75試合 31得点（2009年-2018年）[54]

| アルゼンチン代表 | 国際Aマッチ | 国際Aマッチ |
| 年               | 出場        | 得点        |
| ---------------- | ----------- | ----------- |
| 2009             | 3           | 1           |
| 2010             | 10          | 6           |
| 2011             | 9           | 5           |
| 2012             | 8           | 4           |
| 2013             | 5           | 4           |
| 2014             | 11          | 3           |
| 2015             | 8           | 2           |
| 2016             | 13          | 6           |
| 2017             | 2           | 0           |
| 2018             | 6           | 0           |
| 通算             | 75          | 31          |

### 得点
| #  | 開催日         | 開催地                                                                     | 対戦国         | スコア | 結果         | 大会                              |
| -- | -------------- | -------------------------------------------------------------------------- | -------------- | ------ | ------------ | --------------------------------- |
| 1  | 2009年10月10日 | ブエノスアイレス、エル・モヌメンタル                                       | ペルー         | 1-0    | 2-1          | 2010 FIFAワールドカップ・南米予選 |
| 2  | 2010年3月3日   | ミュンヘン、アリアンツ・アレーナ                                           | ドイツ         | 0-1    | 0-1          | 親善試合                          |
| 3  | 2010年6月17日  | ヨハネスブルグ、サッカー・シティ                                           | 韓国           | 2-0    | 4-1          | 2010 FIFAワールドカップ           |
| 4  | 2010年6月17日  | ヨハネスブルグ、サッカー・シティ                                           | 韓国           | 3-1    | 4-1          | 2010 FIFAワールドカップ           |
| 5  | 2010年6月17日  | ヨハネスブルグ、サッカー・シティ                                           | 韓国           | 4-1    | 4-1          | 2010 FIFAワールドカップ           |
| 6  | 2010年6月27日  | ヨハネスブルグ、サッカー・シティ                                           | メキシコ       | 2-0    | 3-1          | 2010 FIFAワールドカップ           |
| 7  | 2010年9月7日   | ブエノスアイレス、エル・モヌメンタル                                       | スペイン       | 2-0    | 4-1          | 親善試合                          |
| 8  | 2011年7月16日  | サンタフェ、エスタディオ・フリガディエル・ヘネラル・エスタニスラオ・ロペス | ウルグアイ     | 1-1    | 1-1 (4-5 PK) | コパ・アメリカ2011                |
| 9  | 2011年9月6日   | ダッカ、バンガバンドゥ・ナショナル・スタジアム                             | ナイジェリア   | 1-0    | 3-1          | 親善試合                          |
| 10 | 2011年10月7日  | ブエノスアイレス、エル・モヌメンタル                                       | チリ           | 1-0    | 4-1          | 2014 FIFAワールドカップ・南米予選 |
| 11 | 2011年10月7日  | ブエノスアイレス、エル・モヌメンタル                                       | チリ           | 3-0    | 4-1          | 2014 FIFAワールドカップ・南米予選 |
| 12 | 2011年10月7日  | ブエノスアイレス、エル・モヌメンタル                                       | チリ           | 4-1    | 4-1          | 2014 FIFAワールドカップ・南米予選 |
| 13 | 2012年6月2日   | ブエノスアイレス、エル・モヌメンタル                                       | エクアドル     | 2-0    | 4-0          | 2014 FIFAワールドカップ・南米予選 |
| 14 | 2012年9月7日   | コルドバ、エスタディオ・マリオ・アルベルト・ケンペス                       | パラグアイ     | 2-1    | 3-1          | 2014 FIFAワールドカップ・南米予選 |
| 15 | 2012年9月11日  | リマ、エスタディオ・ナシオナル                                             | ペルー         | 1-1    | 1-1          | 2014 FIFAワールドカップ・南米予選 |
| 16 | 2012年10月16日 | サンティアゴ、エスタディオ・ナシオナル・デ・チリ                           | チリ           | 0-2    | 1-2          | 2014 FIFAワールドカップ・南米予選 |
| 17 | 2013年2月6日   | ソルナ、ロースンダ・スタディオン                                           | スウェーデン   | 1-3    | 2-3          | 親善試合                          |
| 18 | 2013年3月22日  | ブエノスアイレス、エル・モヌメンタル                                       | ベネズエラ     | 1-0    | 3-0          | 2014 FIFAワールドカップ・南米予選 |
| 19 | 2013年3月22日  | ブエノスアイレス、エル・モヌメンタル                                       | ベネズエラ     | 3-0    | 3-0          | 2014 FIFAワールドカップ・南米予選 |
| 20 | 2013年8月14日  | ローマ、スタディオ・オリンピコ・ディ・ローマ                               | イタリア       | 0-1    | 1-2          | 親善試合                          |
| 21 | 2014年7月5日   | ブラジリア、ナシオナル                                                     | ベルギー       | 1-0    | 1-0          | 2014 FIFAワールドカップ           |
| 22 | 2014年10月14日 | 香港、香港スタジアム                                                       | 香港           | 0-2    | 0-7          | 親善試合                          |
| 23 | 2014年10月14日 | 香港、香港スタジアム                                                       | 香港           | 0-4    | 0-7          | 親善試合                          |
| 24 | 2015年6月20日  | ビニャ・デル・マール、エスタディオ・サウサリート                           | ジャマイカ     | 1-0    | 1-0          | コパ・アメリカ2015                |
| 25 | 2015年6月30日  | コンセプシオン、エスタディオ・ムニシパル・デ・コンセプシオン               | パラグアイ     | 6-1    | 6-1          | コパ・アメリカ2015準決勝          |
| 26 | 2016年5月27日  | サンフアン、エスタディオ・サンフアン・デル・ビセンテナリオ                 | ホンジュラス   | 1-0    | 1-0          | 親善試合                          |
| 27 | 2016年6月18日  | フォックスボロ、ジレット・スタジアム                                       | ベネズエラ     | 1-0    | 4-1          | コパ・アメリカ・センテナリオ      |
| 28 | 2016年6月18日  | フォックスボロ、ジレット・スタジアム                                       | ベネズエラ     | 2-0    | 4-1          | コパ・アメリカ・センテナリオ      |
| 29 | 2016年6月21日  | ヒューストン、NRGスタジアム                                                | アメリカ合衆国 | 3-0    | 4-0          | コパ・アメリカ・センテナリオ      |
| 30 | 2016年6月21日  | ヒューストン、NRGスタジアム                                                | アメリカ合衆国 | 4-0    | 4-0          | コパ・アメリカ・センテナリオ      |
| 31 | 2016年10月6日  | リマ、エスタディオ・ナシオナル                                             | ペルー         | 1-2    | 1-2          | 2018 FIFAワールドカップ・南米予選 |

## タイトル
レアル・マドリード
- プリメーラ・ディビシオン : 2006-07, 2007-08, 2011-12
- コパ・デル・レイ : 2010-11
- スーペルコパ・デ・エスパーニャ : 2008-09

SSCナポリ
- コッパ・イタリア : 2013-14
- スーペルコッパ・イタリアーナ : 2014

チェルシー
- UEFAヨーロッパリーグ:(2018-19)

ユヴェントスFC
- セリエA：2016-17, 2017-18, 2019-20
- コッパ・イタリア：2016-17, 2017-18

## 個人タイトル
- セリエA得点王　2015/16(セリエAシーズン最多得点記録）
- セリエAベストイレブン　2013/14、2015/16
- UEFAヨーロッパリーグベストイレブン　2013/14、2014/15
- ESMベストイレブン　2015/16
- FIFAワールドカップ　マンオブザマッチ　2010　VS韓国
- FIFAワールドカップ　マンオブザマッチ　2014　VSベルギー